# Jestem mordercą
Jestem mordercą – polski film kryminalny z 2016 w reżyserii Macieja Pieprzycy, zrealizowany na podstawie autorskiego scenariusza. Przedstawia on fikcyjną wersję autentycznego śledztwa w sprawie „wampira z Zagłębia”, seryjnego mordercy poszukiwanego na początku lat 70. XX wieku. Film koncentruje się na postaci porucznika Milicji Obywatelskiej (Mirosław Haniszewski), który prowadzi poszlakowe śledztwo prowadzące do zatrzymania domniemanego sprawcy (Arkadiusz Jakubik) mimo braku dowodów.
Jestem mordercą został pozytywnie przyjęty przez krytyków. Chwalono reżyserię Pieprzycy oraz aktorstwo Haniszewskiego i Jakubika. Film był wielokrotnie nagradzany, m.in. nagrodą za reżyserię na Międzynarodowym Festiwalu Filmowym w Szanghaju oraz Srebrnymi Lwami na Festiwalu Polskich Filmów Fabularnych. Na rozdaniu Polskich Nagród Filmowych Jestem mordercą był nominowany w dziewięciu kategoriach, ale tylko odtwórcy ról drugoplanowych – Jakubik oraz Agata Kulesza – otrzymali statuetki.

## Fabuła
Główny bohater filmu, Janusz Jasiński, jest młodym porucznikiem Milicji Obywatelskiej. Ponieważ dotychczasowe śledztwo w sprawie seryjnego mordercy kobiet tkwi w martwym punkcie, Jasiński zostaje mianowany nowym szefem grupy dochodzeniowej. Stara się zrobić wszystko, by wykorzystać życiową szansę i złapać seryjnego mordercę. Po poszlakowym śledztwie, pod presją swoich przełożonych, wskazuje podejrzanego w osobie Wiesława Kalickiego, który mimo to nie przyznaje się do winy. W miarę postępu procesu sądowego Jasiński pławi się w blasku sławy, ignorując zeznania mogące dostarczyć dowodów wskazujących możliwego prawdziwego mordercę. Oportunizm Jasińskiego zwycięża nad jego wątpliwościami, a Kalicki zostaje skazany na śmierć. Niebawem kariera zawodowa i życie osobiste Jasińskiego załamują się; żona i przyjaciele go opuszczają. W ostatniej scenie Jasiński uczęszcza na wystawę przedstawiającą odlaną twarz Kalickiego; odbicie milicjanta w witrynie zlewa się z wizerunkiem domniemanego mordercy.

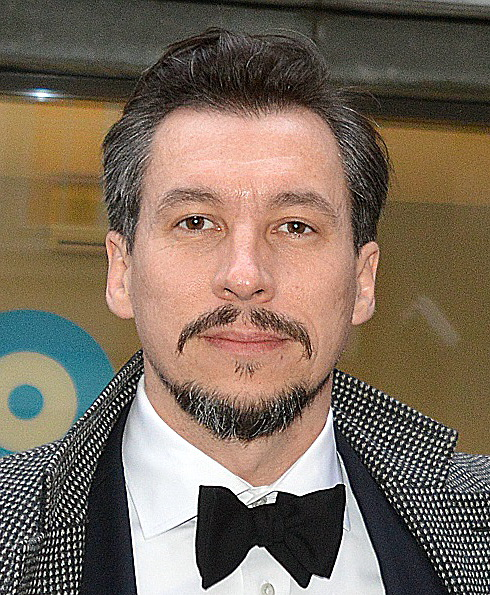
Mirosław Haniszewski, odtwórca głównej roli męskiej

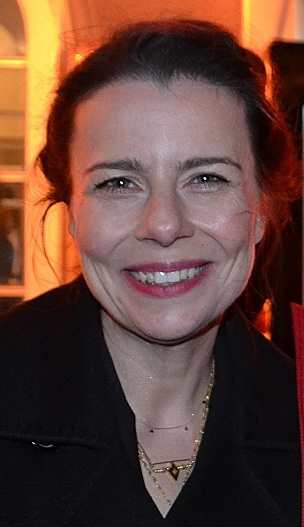
Agata Kulesza, odtwórczyni roli Lidii Kalickiej

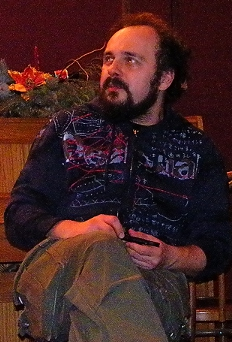
Arkadiusz Jakubik, odtwórca roli Wiesława Kalickiego

## Obsada
Źródło: Filmpolski.pl.

- Arkadiusz Jakubik – Wiesław Kalicki, postać wzorowana na Zdzisławie Marchwickim
- Agata Kulesza – Lidia Kalicka, żona Wiesława
- Mirosław Haniszewski – Janusz Jasiński
- Magdalena Popławska – Teresa Jasińska, żona Janusza
- Karolina Staniec – fryzjerka Anka, kochanka Jasińskiego
- Piotr Adamczyk – major Aleksander Stępski
- Tomasz Włosok – milicjant Roman Mazur
- Michał Żurawski – milicjant Marek, współpracownik Jasińskiego
- Michał Anioł – oficer
- Tomasz Borkowski – sierżant Olsza
- Konrad Bugaj – inżynier Ulewicz
- Wojciech Brzeziński – Józef Malec
- Wiesław Cichy – Pierwszy sekretarz
- Monika Chomnicka-Szymaniak – ofiara męża
- Izabela Dąbrowska – Krystyna Górecka
- Joanna Fidler – siostra Ulickiego
- Michał Filipiak – milicjant Witek
- Piotr Garlicki – teść Jasińskiego
- Stephanie Jaskot – Ula, bratanica pierwszego sekretarza
- Jakub Kamieński – biegły
- Marek Karpowicz – oficer
- Marek Kasprzyk – kapitan Nowak
- Mariusz Kiljan – mistrz ceremonii na otwarciu muzeum „Wampira z Zagłębia”
- Sebastian Konrad – mężczyzna na rowerze
- Cezary Kosiński – prokurator Andrzej Molenda
- Artur Krajewski – sąsiad Kalickich
- Sergiej Kriuczkow – Rosjanin
- Igor Kujawski – sędzia Tadeusz Wroński
- Grażyna Laszczyk-Frycz – matka nieżyjącego
- Wojciech Leonowicz – milicjant Jerzy; w napisach imię bohatera: Witek
- Marek Lipski – kat
- Jerzy Mazur – biegły
- Michał Michalski – milicjant Zygmunt
- Grzegorz Mielczarek – Piotr Konieczny
- Sara Mrozik – Marysia Kalicka, córka Wiesława
- Sławomir Muniak – technik z kamerą
- Dariusz Niebudek – mąż ofiary na torach
- Elżbieta Okupska – Śliwowa
- Justyna Orzechowska – żona Koniecznego
- Katia Paliwoda – milicjantka Janeczka
- Patryk Piras – Franek Jasiński, syn Janusza
- Leszek Piskorz – naczelnik więzienia
- Aleksandra Pisula – kobieta na przystanku
- Krzysztof Plewako-Szczerbiński – milicjant Norbert
- Andrzej Popiel – milicjant Stach
- Eryk Pratsko – syn Koniecznego
- Krzysztof Pyziak – milicjant Heniek
- Marek Rachoń – Ulicki
- Zofia Schwinke – Iwona
- Igor Słupecki – pomocnik kata
- Kamil Stankiewicz – syn Kalickiego
- Jarosław Stypa – barman
- Marcin Szaforz – lekarz w szpitalu psychiatrycznym
- Agnieszka Wagner – Grażyna Stępska, żona Aleksandra
- Sławomir Zapała – milicjant Sylwek
- Aleksandra Zawalska – sąsiadka Kalickich
- Helena Zawistowska – córeczka Koniecznego
- Krzysztof Globisz – wybitny aktor na spotkaniu z pierwszym sekretarzem
- Leszek Wiśniewski – strażnik więzienny
- Andrzej Chłapecki – asystent pierwszego sekretarza w teatrze; nie występuje w napisach końcowych

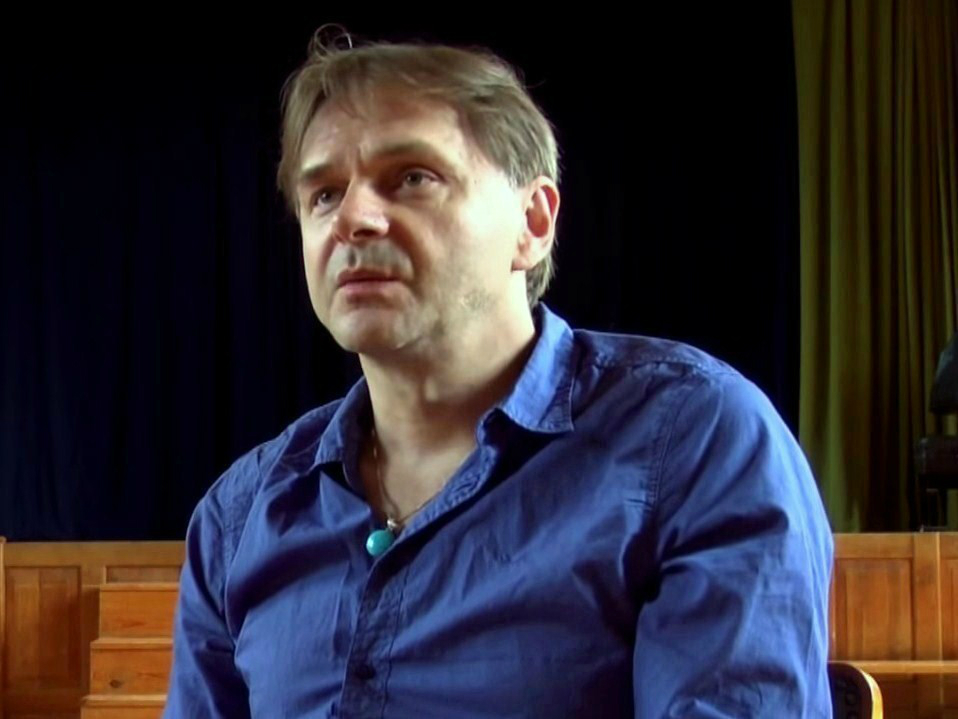
Maciej Pieprzyca, reżyser i scenarzysta filmu

## Produkcja

### Tło historyczne i poprzednie ujęcie sprawy
Jestem mordercą jest luźno oparty na sprawie „wampira z Zagłębia”, seryjnego mordercy kobiet, który grasował na obszarze 600 km² i budził postrach na Śląsku i w Zagłębiu. Gdy kolejną jego ofiarą była bratanica I sekretarza KC PZPR Edwarda Gierka, do odnalezienia zabójcy powołano specjalną grupę operacyjną o kryptonimie „Anna” pod przewodnictwem kapitana Jerzego Gruby. Na podstawie poszlakowego śledztwa aresztowano w 1972 roku Zdzisława Marchwickiego, który nie przyznał się do winy; ostatecznie Marchwicki został skazany na karę śmierci. Sprawa budziła wątpliwości nie tylko z powodu braku żelaznych dowodów winy Marchwickiego, ale również ze względu na presję polityczną.
Już w 1981 roku Janusz Kidawa nakręcił film „Anna” i wampir, fabularyzowaną wersję śledztwa w sprawie „wampira z Zagłębia”. Kidawa, posługując się wprawdzie poetyką PRL-owskiego kryminału, paradoksalnie nakręcił film, który ukazywał szereg zaniedbań i patologii wewnątrz Milicji Obywatelskiej; dopadnięcie sprawcy, choć zakończone sukcesem, aż do końca seansu pozostawało nieoczywiste dla widzów. Mimo wszystko, jak pisał Robert Birkholc, film Kidawy nie był wolny od uproszczeń: „Podejrzany to zatem element aspołeczny, zboczeniec z patologicznego środowiska, pochodzący z rodziny, która, jak mówi śledczy, jest godna samego markiza de Sade. Społeczeństwo zostaje uratowane, a kapitan Jaksa może odetchnąć z ulgą, ponieważ wszystko układa mu się w końcu w logiczną całość”. Jak twierdził Birkholc, kolejny film o sprawie, Jestem mordercą, zawierał więcej dwuznaczności w rekonstrukcji śledztwa.

### Przygotowania i realizacja
Reżyser filmu, Maciej Pieprzyca, podobnie jak Kidawa zainteresował się sprawą mordercy. W 1998 roku nakręcił film dokumentalny pod tytułem Jestem mordercą, w którym próbował ustalić, kto był rzeczywistym „wampirem z Zagłębia”. Po latach reżyser postanowił stworzyć fabularną wersję filmu, luźno opartą na wspomnianej sprawie. Unikając odniesień do prawdziwych nazwisk, Pieprzyca zamierzał tym razem uwzględnić „czynnik ludzki, w moim filmie niewątpliwie ważniejszy niż ten stricte historyczny czy polityczny”. Od samego początku scenariusz pisał z myślą o Arkadiuszu Jakubiku jako odtwórcy roli oskarżonego, tym bardziej że odtwórca roli Kalickiego pamiętał już w dzieciństwie panikę panującą wokół działalności seryjnego mordercy. Jak sam Jakubik mówił: „każdy mężczyzna – ojciec, brat czy syn, mieli obowiązek chronić bliskie kobiety, chociażby odprowadzając je wieczorem z pracy do domu”. Prace nad scenariuszem reżyser rozpoczął w 2014 roku, a zakończył je tuż przed wyborami parlamentarnymi i prezydenckimi w Polsce, w efekcie czego „ten element jednostki w systemie totalitarnym, który miałem za anachroniczny, stał się bardzo aktualny”.
Odtwórca głównej męskiej roli, specjalizujący się głównie w rolach serialowych Mirosław Haniszewski, otrzymał angaż do filmu dzięki przypadkowi. Jak sam mówił:
Kolega poprosił mnie o zastępstwo, więc pojawiłem się na zdjęciach próbnych jako sparing partner w castingu do roli fryzjerki Anki i miałem podrzucać dziewczynom tekst. A że uczciwie podchodzę do swojej pracy, nauczyłem się kwestii na pamięć i w pewnym momencie pomyślałem, że przecież też mogę spróbować. Poprosiłem o dubla na mnie i tak się to wszystko zaczęło.
Ekranową żonę Wiesława Kalickiego zagrała Agata Kulesza, która postanowiła uwiarygodnić swoją kreację kobiety dominującej nad swym mężem, przybierając na wadze. Kulesza mówiła o swojej bohaterce: „Razem z reżyserem konstruowaliśmy jej osobowość – nieokrzesaną, porywczą, zawziętą i niezwykle kłótliwą”.
Zdjęcia do Jestem mordercą, zrealizowane przez operatora Pawła Dyllusa, zakończyły się w maju 2016 roku. Kręcono je w Katowicach, Mysłowicach oraz w Warszawie. Muzykę do filmu skomponował Bartosz Chajdecki. Łączny budżet filmu wyniósł około 6 800 000 złotych, z czego kwotę 3 150 000 złotych wyłożył Polski Instytut Sztuki Filmowej.

## Odbiór

### Frekwencja kinowa
Polska premiera Jestem mordercą odbyła się 4 listopada 2016 roku. Wedle szacunków Polskiego Instytutu Sztuki Filmowej film obejrzało w kinach 190 500 widzów, co umiejscawiało go na 13. miejscu w rankingu najczęściej oglądanych filmów polskich za rok 2016.

### Recenzje krytyków
Agnieszka Tambor pisała, iż „Maciej Pieprzyca buduje znakomicie tłumaczącą się dramaturgicznie opowieść, której niezaprzeczalnym walorem są aktorzy odtwarzający główne role”. Tambor opisywała rolę Mirosława Haniszewskiego jako „jedną z najlepszych postaci milicjanta/policjanta w historii polskiego kina”, chwaląc zarazem „bezbłędną” grę Jakubika. Ilona Copik dowodziła, że Pieprzyca na podstawie autentycznej sprawy „całą rzeczywistość PRL ukazał jako świat pozorów, koncentrując się na demoralizacji systemu, który produkuje oportunistów i karierowiczów zainteresowanych wyłącznie podniesieniem wskaźnika wykrywalności przestępstw”. Agnieszka Woch z portalu Histmag.org pisała, że „wzorując się na mistrzach, Maciej Pieprzyca zrobił jeden z najlepszych polskich filmów tego roku”. Marcin Stachowicz z portalu Filmweb przyznał wprawdzie, że „w niektórych miejscach czuć piętno nadmiernych ambicji: dosłowność zakończenia zamienia Jestem mordercą w moralitet o winie i karze”. Mimo to Stachowicz stwierdził, że „szczęśliwie to tylko moment, epilog, który nie rzutuje zbyt mocno na odbiór całości”.
Miłosz Drewniak w tekście dla portalu Film.org.pl zauważał podobieństwa Jestem mordercą do filmu Bogowie (2014) Łukasza Palkowskiego, stwierdzając, iż reżyser „robi film dla ludzi – ku przestrodze, ale i »dla fanu«, do nauki i zabawy – czyli taki, który statystyczny Polak będzie mógł przygarnąć do serca, tak jak zrobił to przed dwoma laty z filmem Palkowskiego”. Łukasz Maciejewski w recenzji dla portalu Dziennik.pl podkreślał powinowactwa filmu Pieprzycy z kinem moralnego niepokoju: „Jak w kluczowych filmach Falka, Kijowskiego, Holland czy Kieślowskiego z tamtego okresu, Pieprzyca w Jestem mordercą na przykładzie jednego portretu pokazuje cały wadliwy mechanizm społeczny”. Ten sam wniosek wysnuła historyczka Dorota Skotarczak, twierdząc, że tak jak w wielu innych ówczesnych polskich filmach historycznych, Polska Ludowa została przedstawiona jako kraj, „w którym nie ma miejsca na szczęście, bo PRL wszystko potrafi zniszczyć, splugawić. Jednocześnie jednak to nieudane życie osobiste bohaterów kolejnych filmów jest elementem do charakterystyki ówczesnej Polski”. Elżbieta Durys zaliczyła z kolei film Pieprzycy do nurtu kina pamięci narodowej, twierdząc, że spośród trzech odmian (heroizacyjnej, spiskowej i nostalgicznej) film reprezentuje ten drugi wariant.
Michał Piepiórka w recenzji dla „Kina” odczytywał Jestem mordercą jako uniwersalne studium konformizmu: „Gdy bowiem osiągnie się sukces, zyska uznanie w środowisku, otrzyma awans, nowe mieszkanie, […] nie tak łatwo przyznać się do błędu, mimo piętrzących się w głowie wątpliwości”. Amerykański reżyser Lenny Abrahamson uznał Jestem mordercą za „interesującą” hybrydę amerykańskiego kina gatunkowego w stylu Davida Finchera i europejskiego egzystencjalnego studium jednostki.

## Nagrody
| Rok  | Festiwal                                               | Nagroda                                                                | Odbiorca                | Wynik     |
| ---- | ------------------------------------------------------ | ---------------------------------------------------------------------- | ----------------------- | --------- |
| 2016 | Festiwal Polskich Filmów Fabularnych                   | Srebrne Lwy                                                            | Maciej Pieprzyca        | Wygrana   |
| 2016 | Festiwal Polskich Filmów Fabularnych                   | Nagroda za scenariusz                                                  | Maciej Pieprzyca        | Wygrana   |
| 2016 | Festiwal Polskich Filmów Fabularnych                   | Nagroda Sieci Kin Studyjnych i Lokalnych                               | Maciej Pieprzyca        | Wygrana   |
| 2017 | Polskie Nagrody Filmowe                                | Orzeł za najlepszą drugoplanową rolę kobiecą                           | Agata Kulesza           | Wygrana   |
| 2017 | Polskie Nagrody Filmowe                                | Orzeł za najlepszą drugoplanową rolę męską                             | Arkadiusz Jakubik       | Wygrana   |
| 2017 | Polskie Nagrody Filmowe                                | Orzeł za najlepszy film                                                | Maciej Pieprzyca        | Nominacja |
| 2017 | Polskie Nagrody Filmowe                                | Orzeł za najlepszą reżyserię                                           | Maciej Pieprzyca        | Nominacja |
| 2017 | Polskie Nagrody Filmowe                                | Orzeł za najlepszy scenariusz                                          | Maciej Pieprzyca        | Nominacja |
| 2017 | Polskie Nagrody Filmowe                                | Orzeł za najlepsze zdjęcia                                             | Paweł Dyllus            | Nominacja |
| 2017 | Polskie Nagrody Filmowe                                | Orzeł za najlepszą scenografię                                         | Joanna Anastazja Wójcik | Nominacja |
| 2017 | Polskie Nagrody Filmowe                                | Orzeł za najlepszy montaż                                              | Leszek Starzyński       | Nominacja |
| 2017 | Polskie Nagrody Filmowe                                | Orzeł za najlepszą główną rolę męską                                   | Mirosław Haniszewski    | Nominacja |
| 2017 | Stowarzyszenie Autorów Zdjęć Filmowych                 | Nagroda PSC                                                            | Paweł Dyllus            | Wygrana   |
| 2017 | Tarnowska Nagroda Filmowa                              | Grand Prix                                                             | Maciej Pieprzyca        | Wygrana   |
| 2017 | Międzynarodowy Festiwal Kina Niezależnego „Off Camera” | Nagroda dla najlepszego aktora w konkursie polskich filmów fabularnych | Arkadiusz Jakubik       | Wygrana   |
| 2017 | Międzynarodowy Festiwal Filmowy w Szanghaju            | Nagroda za reżyserię                                                   | Maciej Pieprzyca        | Wygrana   |
| 2017 | Festiwal Młodego Kina Wschodnioeuropejskiego           | Nagroda za reżyserię                                                   | Maciej Pieprzyca        | Wygrana   |
| 2017 | Festiwal Młodego Kina Wschodnioeuropejskiego           | Nagroda aktorska                                                       | Mirosław Haniszewski    | Wygrana   |
| 2017 | Festiwal Filmu Polskiego w Ameryce                     | Nagroda Specjalna Jury                                                 | Maciej Pieprzyca        | Wygrana   |
| 2017 | Fundacja im. Weroniki Migoń                            | Nagroda im. Weroniki Migoń                                             | Katarzyna Janicka       | Nominacja |